# Scutellaria benthamiana
Scutellaria benthamiana là một loài thực vật có hoa trong họ Hoa môi. Loài này được (Mansf.) Epling miêu tả khoa học đầu tiên năm 1936.